# Convitto nazionale Mario Cutelli
Il Convitto nazionale "Mario Cutelli" è un collegio sito a Catania, voluto dal giureconsulto Mario Cutelli, conte di Villa Rosata e signore dell'Alminusa.

## Storia
Nel suo testamento redatto il 28 agosto 1654 innanzi al notaio Giovanni Antonio Chiarella di Palermo, stabilisce che, qualora la linea maschile dei suoi successori si fosse estinta (la quale così si credette ai quei tempi), una parte del suo patrimonio dovrà servire per la fondazione di un "collegio d'uomini nobili all'uso di Spagna" come quello di Salamanca. Nel 1747, con la morte dell'ultimo Cutelli, Giovanni, la dinastia si pensava estinta. Il ramo femminile pose molte difficoltà alla cessione dei beni di famiglia, ma alla fine risolse il problema il vescovo Pietro Galletti, che diede in enfiteusi il feudo di Aliminusa al principe di Biscari, e reperì così le risorse da destinare alla costruzione dell'attuale Convitto Cutelli, la cui realizzazione può collocarsi attorno al 1760, mentre in seguito Salvatore Ventimiglia e Corrado Maria Deodato Moncada diedero avvio alla costruzione del Collegio Cutelli, insieme agli altri fedecommissari: Michele Paternò Castello, Mario Gravino, Antonio Paternò, Ignazio Abatello, Adamo Benedetto Asmundo (della famiglia degli Asmundo), Giuseppe Celestrio Securo, Antonio Sigone.
L'opera dell'abate Giovan Battista Vaccarini non poteva non essere presente nella progettazione di un edificio monumentale che, appunto, l'architetto preparò, anche se si avvalse dell'aiuto di Francesco Battaglia. Il prospetto neoclassico sulla via Vittorio Emanuele è opera del Battaglia e continua sul lato di via Monsignor Ventimiglia e su quello di via Teatro Massimo. La parte attribuita al Vaccarini, che sappiamo alunno del Vanvitelli, è quella del circolare cortile monumentale che, per la purezza e l'armonia delle forme, si nota entrando nell'edificio.
La bella corte circolare è caratterizzata da un pavimento centrale in bianco e nero. All'interno, sotto il quadrante del grande orologio da torre, situato tra le statue del Tempo e della Fama, vi è un'iscrizione: "Ut praeesset diei et nocti anno MDCCLXXIX" ([Questo orologio fu costruito] affinché presiedesse al giorno e alla notte).

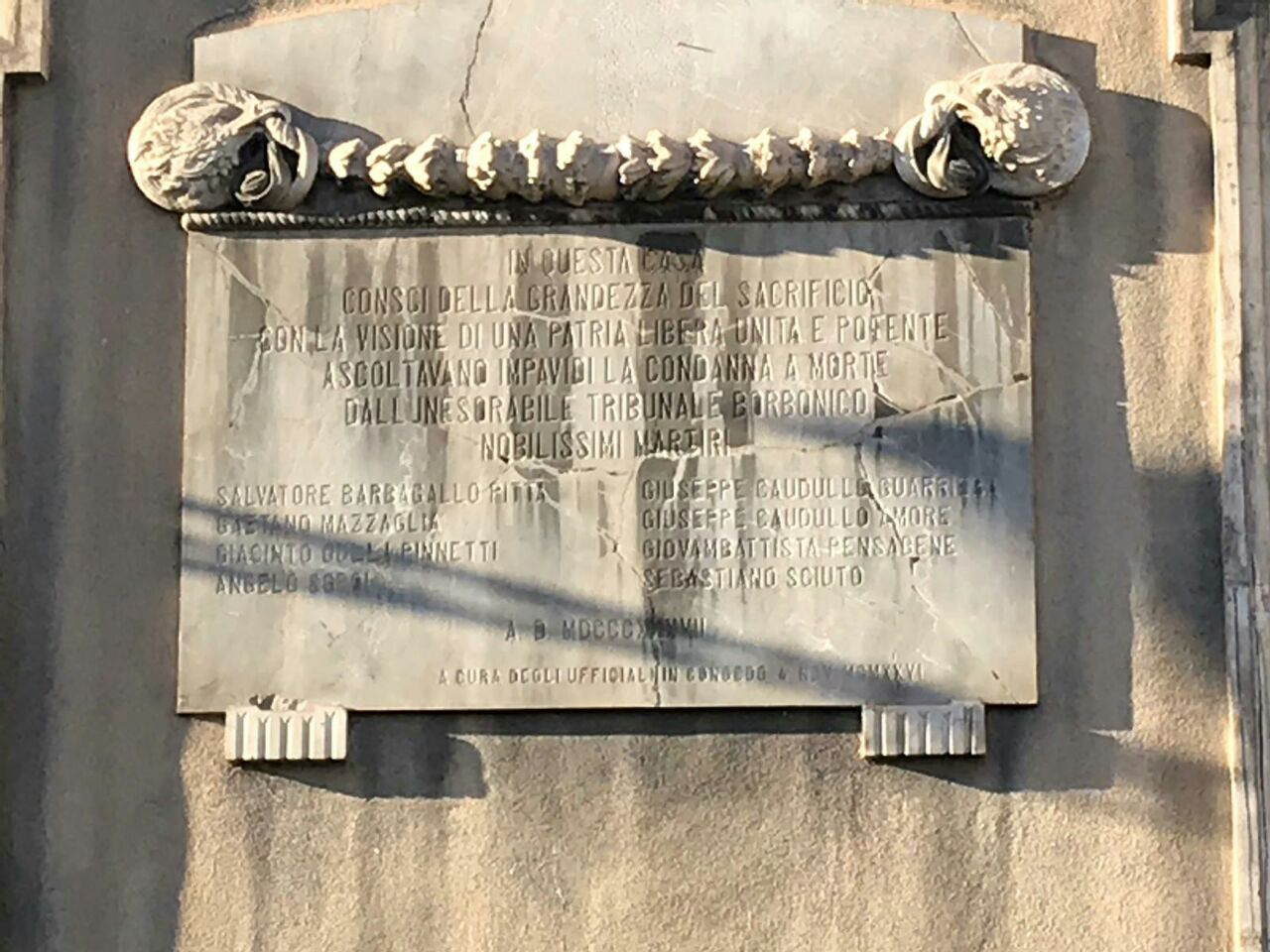
Lapide in memoria degli insorti

Le statue del tempo e della fama simboleggiano la rivalità tra le due forze. Degno di menzione è lo scalone di marmo che porta al piano superiore dove si apre l'Aula Magna. In essa sono affrescate le figure delle glorie siciliane appartenenti al mondo scientifico e giuridico (Caronda, Empedocle, Teocrito, Stesicoro, Recupero, Ingrassia, Giuseppe Gioeni) e dove, nel 1837, furono condannati gli insorti contro i Borboni, come ricorda la lapide affissa alla facciata esterna inaugurata il 4 novembre 1926 e opera dello scultore Luciano Condorelli.
Il "Convitto Cutelli" è sede nel XXI secolo di una scuola elementare, una scuola secondaria di primo grado e di un Liceo Classico Europeo.